# Doliocarpus guianensis
Espèce
Classification APG III (2009)
Synonymes
- Doliocarpus multiflorus Standl.
- Doliocarpus soramia DC.
- Soramia guianensis Aubl. - Basionyme
- Tetracera obovata Willd.[1]

Doliocarpus guianensis est une espèce de plantes à fleurs de la famille des Dilleniaceae. C'est une liane néotropicale.
En Guyane, les Doliocarpus sont appelés Liane chasseur (créole), Tameyut (Wayãpi), Samugne (Palikur), Dia titey, Toku titei (Aluku), Cipó-d'agua (Portugais). Au Venezuela on l'appelle Bejuco chaparro, Bejuco de agua, Chaparrillo (Espagnol), Cuchiyumuru (Yekwana).

## Description
Doliocarpus guianensis est un arbuste sarmenteux ou une liane ligneuse à branches cylindriques, grises, glabres, et des cicatrices de stipules annulaires bien visibles. 
Le limbe des feuilles est coriace, décurrent, formant des ailes étroites le long du pétiole canaliculé, long de 5 à 10(15) mm, presque noir, et finement pileux au-dessus. Ce limbe est de forme obovale ou obovale-oblong, mesure 6-20(21) x (2,8)3-9(9,5) cm, les deux faces minces, glabres, la base cunéiforme, l'apex arrondi ou obtus-apiculé. La marge est entière ou irrégulièrement ondulée vers l'apex. On compte 7 à 10 paires de nervures secondaires, généralement distantes de plus de 1 cm, les supérieurs s'anastomosant à moins d'1 mm de la marge. Les nervures secondaires et la médiane sont saillantes en dessous, légèrement en retrait dessus. La nervation tertiaire est subparallèle, fine, assez dense, saillante des deux côtés, surtout celle perpendiculaire aux nervures secondaires.
Selon les sources, les inflorescences forment des grappes longues de 2-4,5 cm, avec des pédicelles mesurant 3 à 4 mm de long. 
Ou bien, les fleurs se développent en fascicules axillaires sur les branches les plus âgées, avec des pédoncules bien développés, finement pileux et glabrescents, à plusieurs fleurs (lors de la fructification, pédoncules et pédicelles réunis mesurent environ 2-2,5 cm de long). 
La fleur fugace comporte 5 sépales rubescents, couverts de quelques poils minuscules à l'extérieur. On compte 3-5 pétales blancs, et de nombreuses étamines, aux anthères ovales, et aux filets filiformes mais dilatés vers le haut. L'unique carpelle globuleux est glabre, avec un style court et courbé, et un stigmate pelté. 
Le fruit est une baie ovoïde-globuleuse rouge, mesurant 8-12 mm de long pour 10 mm d'épaisseur, s'ouvrant par deux valves, qui protègent 1-2 graines, entièrement entourées d'arilles blanches,,.

## Répartition
On rencontre Doliocarpus guianensis du Venezuela au Brésil (Maranhão, Pará, Roraima) en passant par le Guyana, le Suriname et la Guyane. On peut le trouver à Saül, dans la forêt de terre ferme du Mont Galbao.

## Écologie
Doliocarpus guianensis pousse dans les forêts sempervirentes de plaine autour de 100–300 m d'altitude. En Guyane, il fructifie en juin.
Doliocarpus guianensis est un exemple de plante zoochore produisant des fruits charnus déhiscents.
Doliocarpus guianensis fait partie des espèces pionnières héliophiles communes jouant un rôle dans la régénération forestière en Guyane,,.
On trouve des cristaux de silice cubiques, presque prismatiques, dans le pétiole de Doliocarpus guianensis, ce qui est probablement en lien avec les phytolithes trouvés dans ses feuilles et ses fruits.

## Utilisations
Doliocarpus guianensis aurait des vertus très faiblement anticancéreuses.
L'eau extraite des tiges de cette espèce est potable et utilisée en médecine traditionnelle comme diurétique et pour soigner des maladies rénales. 
La sève abondante et potable contenue dans cette « liane à eau » est connue pour désaltérer les chasseurs assoiffés en forêt : on peut remplir un verre à boire avec un tronçon d'un mètre de long.
Cette sève était autrefois utilisée en Guyane comme dépuratif. Les Urubú-Ka'apor (en) du Brésil s'en servent comme tonique. Elle fournit un remède Palikur contre la coqueluche, la diarrhée, contre la « blesse » (sikgep, une douleur mobile située sous les côtes sur lesquelles elle appuie), et en traitement de longue durée, contre le diabète.
Un Doliocarpus est un ingrédient de remèdes Aluku pour soigner les douleurs abdominales, la blennorragie et les morsures de serpent.
Les tiges entrent dans la préparation d'un puissant aphrodisiaque au Guyana.

## Histoire naturelle
En 1775, le botaniste Aublet propose la diagnose suivante : 
« SORAMIA Guyanenſis. (Tabula 219.) 

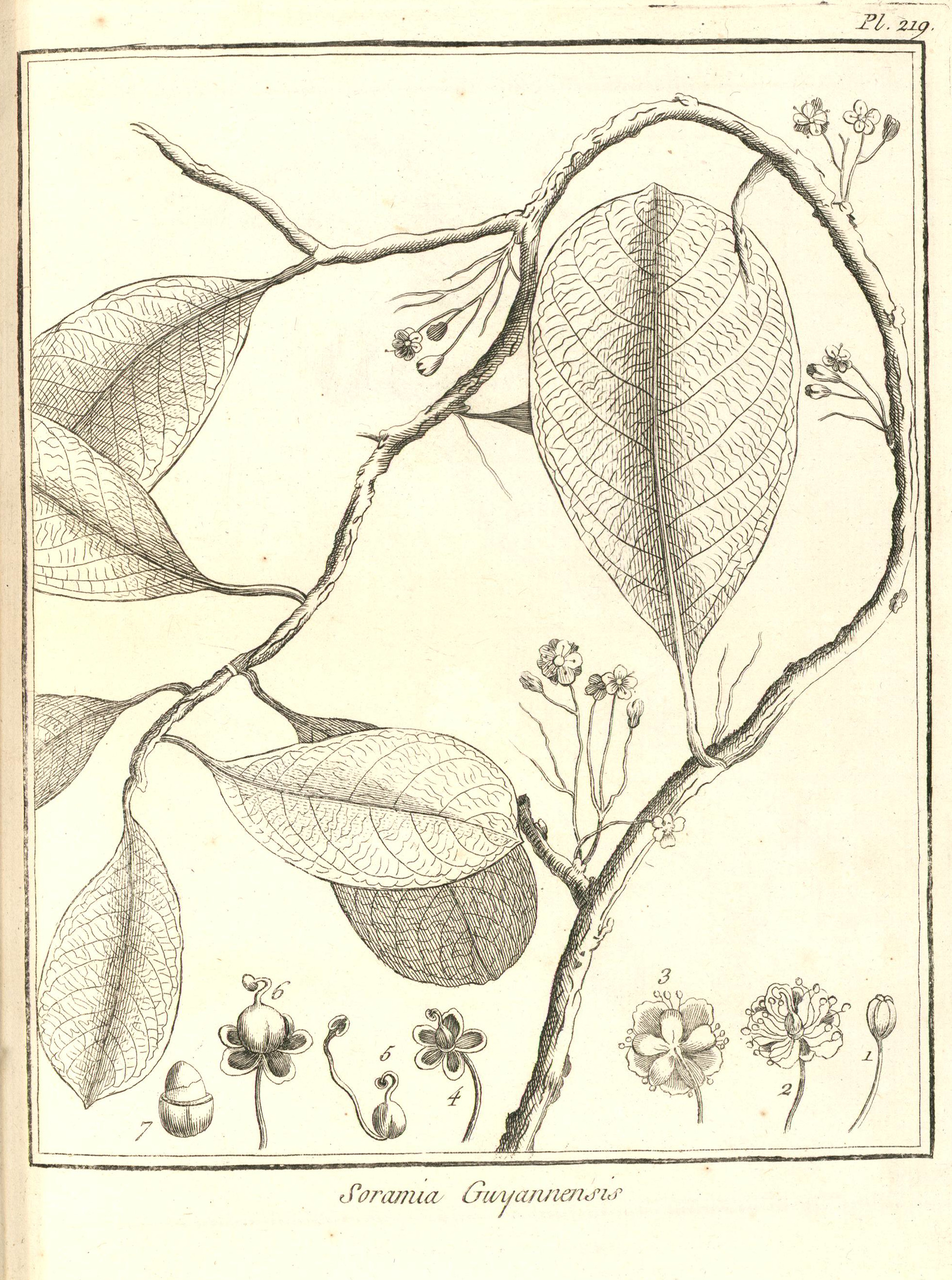
Doliocarpus guianensis par Aublet (1775) Planche 219. L'on a groſſi courts les parties de la fleur. - 1. Bouton de fleur. - 2. Corolle épanouie. - 3. Corolle vue en deſſous. - 4. Calice. Piſtil. - 5. Ovaire. Style, Stigmate. Une étamine groſſie. - 6. Calice. Baie. - 7. Portion de l'écorce de la baie enlevée. Amande en partie dépouillée de ſa membrane.

Frutex ſarmentoſus ; ramis ſcandentibus ; ramulis declinatis. Folia alterna, ovata, baſi anguſtiora, glabra, petiolata, integerrima, Flores corymboſi, pedunculati, pedunculis longis, tenuibus, ſuffulti, axillares, aut ſuprà. tubercula in ramis & ramulis ſparſi. Perianthium non deciduum, ſubtùs viride, ſuprà purpuraſcens. Corolla alba, Bacca rubra, carnoſa, acida. Stylus perſiſtens. 
Florebat & fructum ferebat Maio. 

Habitat ad ripam fluvii Sinémari. »

« LA SORAMIE de la Guiane. (PLANCHE 219.)
Cet arbrisseau pouſſe des branches chargées de petits tubercules. Elles ſe répandent ſur les troncs des arbres, & s'élèvent juſques ſur leur ſommet. Elles ſe partagent enſuite en pluſieurs rameaux alternes, très longs & pendants, ſur leſquels ſont placées des feuilles alternes, liſſes, vertes, épaiſſes, rétrécies à leur baſe qui ſe termine par un pédicule long d'un pouce, épais, convexe en deſſous, creuſé en gouttiere en deſſus. Les plus grandes feuilles ont ſix pouces de long, ſur trois & demi de large. Elles ſont partagées par une nervure longitudinale, ſaillante en deſſous, de laquelle partent pluſieurs autres nervures latérales. 
Les fleurs naiſſent par petits bouquets à l'aiſſelle des feuilles, ou fur les petits tubercules qui ſont ſur les branches & les rameaux. Leurs pédoncules ſont longs, rougeâtres & grêles. 
Le calice eſt d'une ſeule pièce, diviſée profondément en cinq parties arrondies, concaves, vertes en deſſous, & rougeâtres en deſſus. 
La corolle eſt à cinq pétales blancs, arrondis, attachés par un onglet au deſſous des étamines. 
Les étamines ſont au nombre de ſoixante. Leurs filets ſont grêles, blancs, rangés au deſſous & autour de l'ovaire. Leur extrémité ſupérieure eſt plus large, & ſe termine par une anthère jaune, comprimée & à deux bourſes ſéparées par un ſillon. 
Le piſtil eſt un ovaire ſphérique, ſurmonté d'un style rougeâtre, charnu, courbe, terminé par un stigmate large, arrondi & convexe. 
L’ovaire devient une baie ovoïde, rouge, de la groſſeur d'une ceriſe ; elle conſervé le ſtyle ; ſon écorce eſt charnue, ferme, & légèrement acide. Elle renferme une amande couverte d'une membrane épaiſſe, blanche, viſqueuſe. Le calice ſubſiſte ; il devient charnu & d'un rouge foncé. 
J'ai trouvé cet arbriſſeau ſur les bords de la rivière de Sinémari. 
II étoit en fleur & en fruit dans le mois de Mai. »

— Fusée-Aublet, 1775.